# Viișoara, Ștefan Vodă
Viișoara este un sat din cadrul comunei Purcari din raionul Ștefan Vodă, Republica Moldova.

## Demografie

### Structura etnică
Structura etnică a localității conform recensământului populației din 2004:
| Grup etnic                                               | Populație | % Procentaj  |
| -------------------------------------------------------- | --------- | ------------ |
| Băștinași declarați Moldoveni Băștinași declarați Români | 490 1     | 76,80% 0,16% |
| Ruși                                                     | 72        | 11,29%       |
| Ucraineni                                                | 50        | 7,84%        |
| Bulgari                                                  | 5         | 0,78%        |
| Polonezi                                                 | 1         | 0,16%        |
| Alții                                                    | 19        | 2,98%        |
| Total                                                    | 638       |              |